# トリスタン・ケンダーダイン
トリスタン・ケンダーダイン（Tristan Kenderdine）は、オーストラリアの著述家、研究者、政治学者、地政経済学者（ジオエコノミスト）、および外交政策アナリストである。
現在、政治リスクおよび経済地理に関するアドバイザリー企業「フューチャー・リスク」のリサーチディレクターを務めている。中国の大連海事大学では行政学の講義を行い、キャンベラのオーストラリア国立大学でも公共政策と政治哲学の講義を担当していた。
ケンダーダインの研究は、政治経済、国際関係、制度的ガバナンス、歴史的経済発展にまたがり、特に中国の外交政策、財政制度、行政制度およびその国際的影響に焦点を当てている。また、東アジア、東南アジア、中央アジアにおける国際および地方政治にも広く関心を持っている。ケンダーダインの政治経済に関する研究は、主にドイツ歴史学派およびポスト・ケインズ派経済学に分類される。また、政治制度に関する研究では、比較政治学、歴史的制度論、政治人類学を融合させている。研究の地理的焦点は、東北アジア、中央アジア、極地地域に集中している。

## 研究と出版物
ケンダーダインは、産業政策、交通インフラ、ユーラシアの地政経済に関する査読付き論文、ワーキングペーパー、政策ブリーフなどを多数執筆・共著している。

### 主な査読付き論文
・「ミドル・コリドー――カスピ海横断国際輸送回廊の政策展開と貿易の可能性」、2021年、アジア開発銀行研究所ワーキングペーパーとして発表。
・「中国の『一帯一路』鉄道貨物輸送回廊――未発展地域の経済地理」、2021年、ドイツ・ベルリン地理学会誌『ディー・エアデ』に掲載。
・「東アジアのガチョウの死と中国の地政産業政策の台頭」、2018年、『中国政治学研究』に掲載。
・「中国の産業政策、戦略的新興産業、そして宇宙法」、2017年、『アジア太平洋政策研究』に掲載。
・「中国の中東投資政策」、2018年、『ユーラシア地理経済研究』に掲載。
・「カザフの土地、中国の資本――中国のプロジェクト・システムを外部地理に輸出する」、2018年、『中央アジア問題研究』に掲載。
・「保険プラス先物――中国における農産物価格改革」、2018年、『アジア太平洋政策研究』に掲載。

### 論評とコメンタリー
ケンダーダインは、ソウルに拠点を置く東アジア財団が発行する季刊誌『Global Asia』の常連寄稿者である。
ケンダーダインは、『ザ・ディプロマット』、『日経アジアンレビュー』、『グローバル・アジア』、『サウス・チャイナ・モーニング・ポスト』、『ストレーツ・タイムズ』、『フィナンシャル・タイムズ』、『京都レビュー・オブ・サウスイースト・アジア』、『ローウィ研究所インタープリター』、『東アジア・フォーラム』、『ポリシー・フォーラム』、『モダン・ディプロマシー』、『中央アジア・カフカス・アナリスト』、『アークティック・インスティテュート』、『グローバル・ポリシー』などの国際的な媒体において、論評やコラムを寄稿している。
また、『ロイター』、『ウォール・ストリート・ジャーナル』、『ブルームバーグ』、『AP通信』、『ジ・アトランティック』、『ラジオ・フリー・ヨーロッパ／ラジオ・リバティ』、『ヴラスト』、『ボイス・オブ・アメリカ中国語版』、『ラジオ・アザッティク』、『アジア・タイムズ』、『メルクール』、『n-tvドイツ』などの国際的な報道機関においても、発言や分析が引用されている。
彼の学術研究と論評は、日本語、ベトナム語、中国語、カザフ語、ドイツ語、スペイン語、フランス語、インドネシア語、ペルシア語、アラビア語、アゼルバイジャン語、ロシア語などに翻訳されており、日経新聞や『ニューズウィーク日本版』、アラビア語の『アル・ジャリーダ』、ペルシア語の『エテマード』などに掲載されているほか、中国語の書籍や雑誌にも多数紹介されている。

### 書評
ケンダーダインは、政治経済、国際関係、ユーラシア研究、極地研究、歴史地理学など、さまざまな社会科学分野において批判的書評を通じて貢献してきた。彼の書評は、中国の戦略政策、中央アジアのイデオロギー、ロシアの地政学、北極圏ガバナンス、そしてグローバルな産業政策に関する主要な著作と向き合っている。
彼は『グローバル・アジア』、『中国政治学雑誌』、『中央アジア研究』、『極地研究誌』、『中東研究ジャーナル』、『地政学』、『中国季刊』、『歴史地理学雑誌』、『国際政策』、『中央ヨーロッパ国際・安全保障研究誌』などの学術誌において書評を寄稿している。

## メディア出演と公開活動
ケンダーダインは『BBCワールドニュース』、『アシャルク・ニュース』、『SBSコリア』、『ラジオ・フリー・ヨーロッパ/ラジオ・リバティ』などの番組に出演しており、ニューヨーク、ワシントンD.C.、東京、北京、ロンドン、アルマトイなどの都市でパネルディスカッションや講演会にも参加している。

## 評価
2020年、ケンダーダインの政治経済に関する業績は『ワシントン・ポスト』によって評価され、彼の論考の一つが、政治経済学者アルバート・O・ハーシュマンにちなんで名付けられたダニエル・ドレズナーによる恒例の「オルビー賞」において、同年の政治経済に関する優れた業績の一つとして取り上げられた。